# ژپیچنا
دهکده ژپیچنا [ʐɛˈpit͡ʂna] در شمال لهستان و در شهرستان توخولا که جزو استان کویافسکو-پومورسکی است قرار دارد.  این دهکده از لحاظ اداری بخشی از گمینا توخولا است.  این دهکده تقریباً در ۱۷ کیلومتر (۱۱ مایل) شمال شرقی توخولا و ۶۷ کیلومتر (۴۲ مایل) شمال بیدگوشچ قرار دارد.